# Vanguardia Nacional
La Vanguardia Nacional (en italiano: Avanguardia Nazionale) fue el nombre de al menos dos grupos políticos neofascistas italianos.

## Grupo original
La Vanguardia Nacional original fue un movimiento extraparlamentario formado como un escisión del Movimiento Social Italiano (MSI) por el activista Stefano Delle Chiaie en 1960. La Vanguardia rechazó la ruta parlamentaria del MSI, prefiriendo en cambio trabajar fuera del sistema político para derribar la democracia y causar el retorno del fascismo. Los miembros del movimiento eran con frecuencia denunciados como terroristas y Della Chiaie fue reclamado por tener relación con atentados en España. El grupo también tenía relación con Ordine Nuovo y otros grupos extremistas. Vincenzo Vinciguerra fue uno de sus miembros más célebres.

## Segundo grupo
Un segundo grupo que lleva este nombre fue establecido en 1970 por Adriano Tilgher, pero este movimiento fue ilegalizado por el gobierno italiano, que lo vio como un intento de refundar el Partido Nacional Fascista.
El miembro de Avanguardia Nazionale, Mario Ricci, participó en el asesinato en 1978 de Argala, etarra que había participado cinco años antes en el asesinato del Presidente del Gobierno de España Luis Carrero Blanco.
Una revista neofascista titulada Avanguardia sigue siendo publicada mensualmente. Puede reclamar ser el órgano oficial de la Vanguardia Nacional, aunque el movimiento permanezca ilegal en Italia -el movimiento oficial con el cual Avanguardia está relacionado es la Comunità Politica di Avanguardia (Comunidad Política de Vanguardia).